# Verbena
|  | No s'ha de confondre amb berbena. |

Verbena és un gènere de plantes amb flor verbenàcies originari d'Amèrica (la majoria d'espècies) i d'Europa (dues espècies: Verbena officinalis (berbena) i Verbena supina). Són plantes herbàcies anuals o perennes. Les fulles tenen una disposició oposada i són simples. Les flors són menudes amb cinc pètals i es disposen en espigues denses. Era una planta sagrada a l'antiga Roma.
Aquest gènere inclou unes 250 espècies entre elles:
- Verbena alata
- Verbena bonariensis
- Verbena bracteata
- Verbena brasiliensis
- Verbena canadensis
- Verbena carolina
- Verbena corymbosa
- Verbena elegans
- Verbena gracilis
- Verbena hastata
- Verbena hispida
- Verbena incisa
- Verbena laciniata
- Verbena lasiostachys
- Verbena litoralis
- Verbena macdougallii
- Verbena menthifolia
- Verbena officinalis
- Verbena peruviana
- Verbena phlogiflora
- Verbena rigida
- Verbena robusta
- Verbena runyonii
- Verbena simplex
- Verbena stricta
- Verbena supina
- Verbena tenera
- Verbena tenuisecta
- Verbena teucroides
- Verbena urticifolia
- Verbena xutha